# 仮言命法
仮言命法（かげんめいほう、独: Hypothetischer Imperativ）とは条件つきで提示される命令の形式である。これはある目的を達成させるという仮定が存在している上で、その目的を達成させることを望む者に対して行われるような命令のことである。例えば「もし長生きを欲するならば，健康に気をつけよ」などという形に、長生きを欲するという目的を仮定した上で、その目的を達成することを望む者に対して、健康に気をつけることを命令するといった形式である。このような目的を仮定せずとも、無条件に成り立たせられるような命令の方法は定言命法と言う。